# 사진관 살인사건
《사진관 살인사건》은 KBS 2TV에서 1999년 8월 29일에 방영된 일요베스트DL다.
이 드라마는 일요일 어느 사진관에서 발생한 살인사건을 해결해가는 탐정물을 취하며, 김영하의 동명 단편소설을 원작으로 한다. 고속촬영으로 세월의 흘러감을 보여주는 등 여러 군데서 연출력이 뛰어났으며, 누구에게도 뒤지지 않는 배우들의 절제된 연기 또한 손꼽을 만하다.

## 줄거리
김형사는 살인사건이 일어난 사진관에서 최초 목격자이며 용의자이기도 한 피살자의 아내 지경희를 만나게 된다.

## 등장 인물

### 주요 인물
- 김갑수 : 김 형사 역 - 살인사건 담당 형사
- 김서라 : 지경희 역 - 살인사건 용의자
- 하재영 : 정명식 역 - 사진작가

### 그 외 인물
- 최용민 : 지경희의 남편 역
- 장영주
- 정진화
- 차기환
- 서동수
- 이용태
- 조병곤
- 이경실
- 권현영

## 같이 보기
- 영화 《주홍글씨》 : 김영하의 단편소설 《사진관 살인사건》을 원작으로 한 영화